# Arron Afflalo
Arron Agustin Afflalo (né le 15 octobre 1985 à Los Angeles) est un joueur professionnel américain de basket-ball évoluant au poste d'arrière.

## Biographie

### Carrière universitaire
Afflalo fait sa carrière universitaire dans l'équipe des Bruins d'UCLA.

### Carrière professionnelle

#### Pistons de Détroit (2007-2009)
Le 28 juin 2007, il est choisi en 27e choix de la draft 2007 par les Pistons de Détroit.
Lors de sa première année en NBA, Afflalo joue 75 matchs avec 13 minutes de moyenne pour 3,7 points, 1,8 rebond, 0,7 passe décisive, 0,4 interception et 0,1 contre. Lors de la saison 2008-2009, il marque en moyenne 4,9 points par rencontre.

#### Nuggets de Denver (2009-2012)
En juillet 2009, il est envoyé avec son coéquipier Walter Sharpe aux Nuggets de Denver contre un choix de deuxième tour de draft lors de la draft 2011.

#### Magic d'Orlando (2012-2014)
Le 10 août 2012, il est transféré au Magic d'Orlando dans un échange à quatre équipes qui envoie Dwight Howard aux Lakers de Los Angeles.
Après la saison 2013-2014, il affirme qu'il souhaite rester à Orlando mais les dirigeants envisagent de le transférer.

#### Retour aux Nuggets de Denver (2014-fév. 2015)
Le 26 juin 2014, il retourne aux Nuggets de Denver dans un échange à trois joueurs avec le Magic d'Orlando.

#### Trail Blazers de Portland (fév. - juin 2015)
Le 19 février 2015, il est transféré, avec Alonzo Gee aux Trail Blazers de Portland contre Will Barton, Victor Claver, Thomas Robinson et un premier tour de draft 2016 protégé.

#### Knicks de New York (2015-2016)
Le 2 juillet 2015, il rejoint les Knicks de New York en tant que free agent et signe un contrat de deux saisons à 16 000 000$ avec la deuxième année en option.

#### Kings de Sacramento (2016-2017)
Le 2 juillet 2016, tout juste un an après avoir rejoint les Knicks de New York l'arrière accepte un contrat avec les Kings de Sacramento de 25 millions de dollars sur deux ans.

#### Retour au Magic d'Orlando (2017-2018)
Agent libre à l'été 2017, il signe avec le Magic d'Orlando, franchise qu'il connaît bien puisqu'il y a joué entre 2012 et 2014.

## Statistiques

### Universitaires
| Saison    | Équipe | Matchs | Titul. | Min./m | % Tir | % 3pts | % LF | Rbds/m. | Pass/m. | Int/m. | Ctr/m. | Pts/m. |
| --------- | ------ | ------ | ------ | ------ | ----- | ------ | ---- | ------- | ------- | ------ | ------ | ------ |
| 2004–2005 | UCLA   | 29     | 29     | 31,3   | 43,9  | 38,6   | 68,5 | 3,34    | 2,17    | 0,62   | 0,24   | 10,79  |
| 2005–2006 | UCLA   | 39     | 37     | 33,4   | 46,2  | 36,6   | 80,6 | 4,21    | 1,77    | 0,62   | 0,13   | 15,85  |
| 2006–2007 | UCLA   | 36     | 36     | 33,1   | 46,2  | 38,0   | 80,2 | 2,81    | 1,92    | 0,61   | 0,22   | 16,89  |
| Total     | Total  | 104    | 102    | 32,7   | 45,7  | 37,5   | 77,5 | 3,48    | 1,93    | 0,62   | 0,19   | 14,80  |

### Professionnelles

#### Saison régulière
| Saison     | Équipe     | Matchs | Titul. | Min./m | % Tir | % 3pts | % LF | Rbds/m. | Pass/m. | Int/m. | Ctr/m. | Pts/m. |
| ---------- | ---------- | ------ | ------ | ------ | ----- | ------ | ---- | ------- | ------- | ------ | ------ | ------ |
| 2007–2008  | Détroit    | 75     | 9      | 12,9   | 41,1  | 20,8   | 78,2 | 1,83    | 0,69    | 0,41   | 0,11   | 3,68   |
| 2008–2009  | Détroit    | 74     | 8      | 16,7   | 43,7  | 40,2   | 81,7 | 1,81    | 0,59    | 0,38   | 0,18   | 4,91   |
| 2009–2010  | Denver     | 82     | 75     | 27,1   | 46,5  | 43,4   | 73,5 | 3,07    | 1,68    | 0,56   | 0,37   | 8,83   |
| 2010–2011  | Denver     | 69     | 69     | 33,7   | 49,8  | 42,3   | 84,7 | 3,64    | 2,43    | 0,49   | 0,45   | 12,57  |
| 2011–2012* | Denver     | 62     | 62     | 33,7   | 47,1  | 39,8   | 79,8 | 3,18    | 2,40    | 0,58   | 0,21   | 15,21  |
| 2012–2013  | Orlando    | 64     | 64     | 36,0   | 43,9  | 30,0   | 85,7 | 3,73    | 3,22    | 0,62   | 0,17   | 16,52  |
| 2013–2014  | Orlando    | 73     | 73     | 35,0   | 45,9  | 42,7   | 81,5 | 3,59    | 3,40    | 0,48   | 0,04   | 18,22  |
| 2014–2015  | Denver     | 53     | 53     | 33,0   | 42,8  | 33,7   | 84,1 | 3,40    | 1,91    | 0,60   | 0,09   | 14,55  |
| 2014–2015  | Portland   | 25     | 19     | 30,1   | 41,4  | 40,0   | 85,1 | 2,68    | 1,12    | 0,36   | 0,08   | 10,56  |
| 2015–2016  | New York   | 71     | 57     | 33,4   | 44,3  | 38,2   | 84,0 | 3,75    | 2,03    | 0,35   | 0,14   | 12,80  |
| 2016–2017  | Sacramento | 61     | 45     | 25,9   | 44,0  | 41,1   | 89,2 | 2,05    | 1,28    | 0,34   | 0,10   | 8,44   |
| 2017–2018  | Orlando    | 53     | 3      | 12,9   | 40,1  | 38,6   | 84,6 | 1,25    | 0,57    | 0,08   | 0,17   | 3,38   |
| Total      | Total      | 762    | 537    | 27,3   | 45,0  | 38,6   | 82,5 | 2,86    | 1,82    | 0,45   | 0,19   | 10,76  |

Note: * Cette saison a été réduite de 82 à 66 matchs en raison du Lock out.

Dernière modification le 12 mars 2020

#### Playoffs NBA
| Saison | Équipe   | Matchs | Titul. | Min./m | % Tir | % 3pts | % LF | Rbds/m. | Pass/m. | Int/m. | Ctr/m. | Pts/m. |
| ------ | -------- | ------ | ------ | ------ | ----- | ------ | ---- | ------- | ------- | ------ | ------ | ------ |
| 2008   | Détroit  | 12     | 0      | 7,0    | 38,9  | 0,0    | 0,0  | 0,42    | 0,50    | 0,33   | 0,00   | 1,17   |
| 2009   | Détroit  | 4      | 0      | 16,6   | 47,6  | 20,0   | 60,0 | 0,75    | 0,25    | 0,00   | 0,50   | 6,25   |
| 2010   | Denver   | 6      | 6      | 20,1   | 62,5  | 42,9   | 81,8 | 2,00    | 1,17    | 0,17   | 0,33   | 9,17   |
| 2011   | Denver   | 3      | 3      | 28,4   | 35,3  | 25,0   | 87,5 | 3,00    | 2,33    | 0,00   | 0,00   | 11,33  |
| 2012   | Denver   | 7      | 7      | 32,8   | 40,5  | 20,0   | 80,0 | 3,57    | 2,71    | 0,71   | 0,29   | 10,86  |
| 2015   | Portland | 3      | 3      | 20,0   | 16,7  | 25,0   | 0,0  | 2,33    | 0,67    | 0,00   | 0,00   | 1,67   |
| Total  | Total    | 35     | 19     | 18,4   | 42,4  | 25,8   | 77,5 | 1,74    | 1,20    | 0,29   | 0,17   | 5,97   |

Dernière modification le 16 juin 2020

## Records personnels sur une rencontre de NBA
Les records personnels d'Arron Afflalo, officiellement recensés par la NBA sont les suivants :
| Type de statistique        | Saison régulière | Saison régulière                                 | Saison régulière                | Playoffs | Playoffs                                      | Playoffs                   |
| Type de statistique        | Record           | Adversaire                                       | Date                            | Record   | Adversaire                                    | Date                       |
| -------------------------- | ---------------- | ------------------------------------------------ | ------------------------------- | -------- | --------------------------------------------- | -------------------------- |
| Points                     | 43               | @ Sixers de Philadelphie                         | 3 décembre 2013                 | 19       | @ Lakers de Los Angeles                       | 8 mai 2012                 |
| Paniers marqués            | 14               | 2 fois                                           |                                 | 8        | @ Lakers de Los Angeles                       | 8 mai 2012                 |
| Paniers tentés             | 27               | @ Sixers de Philadelphie                         | 3 décembre 2013                 | 19       | @ Lakers de Los Angeles                       | 8 mai 2012                 |
| Paniers à 3 points réussis | 8                | Bucks de Milwaukee                               | 13 novembre 2013                | 2        | 4 fois                                        |                            |
| Paniers à 3 points tentés  | 13               | @ Sixers de Philadelphie                         | 3 décembre 2013                 | 6        | Thunder d'Oklahoma City                       | 23 avril 2011              |
| Lancers francs réussis     | 13               | Mavericks de Dallas                              | 16 novembre 2013                | 4        | Jazz de l'Utah                                | 19 avril 2010              |
| Lancers francs tentés      | 14               | Mavericks de Dallas                              | 16 novembre 2013                | 4        | 5 fois                                        |                            |
| Rebonds offensifs          | 4                | 3 fois                                           |                                 | 2        | @ Lakers de Los Angeles                       | 12 mai 2012                |
| Rebonds défensifs          | 12               | Magic d'Orlando                                  | 26 février 2016                 | 6        | Grizzlies de Memphis                          | 25 avril 2015              |
| Rebonds totaux             | 13               | Grizzlies de Memphis Celtics de Boston           | 12 janvier 2010 19 janvier 2014 | 6        | @ Lakers de Los Angeles Grizzlies de Memphis  | 1er mai 2012 25 avril 2015 |
| Passes décisives           | 8                | Nets de Brooklyn                                 | 3 novembre 2013                 | 7        | Lakers de Los Angeles                         | 10 mai 2012                |
| Interceptions              | 4                | Cavaliers de Cleveland                           | 8 janvier 2010                  | 3        | @ Lakers de Los Angeles                       | 8 mai 2012                 |
| Contres                    | 3                | @ Bobcats de Charlotte Trail Blazers de Portland | 7 décembre 2010 29 février 2012 | 2        | @ Cavaliers de Cleveland                      | 18 avril 2009              |
| Balles perdues             | 7                | Knicks de New York                               | 13 novembre 2012                | 4        | @ Lakers de Los Angeles                       | 1er mai 2012               |
| Minutes jouées             | 52               | @ Sixers de Philadelphie                         | 3 décembre 2013                 | 36       | Lakers de Los Angeles @ Lakers de Los Angeles | 10 mai 2012 12 mai 2012    |

- Double-double : 7 (au 21/11/2017).
- Triple-double : aucun.

## Salaires
| Année       | Équipe                    | Salaire      |
| ----------- | ------------------------- | ------------ |
| 2007-2008   | Pistons de Détroit        | 944 520 $    |
| 2008-2009   | Pistons de Détroit        | 1 015 440 $  |
| 2009-2010   | Nuggets de Denver         | 1 086 240 $  |
| 2010-2011   | Nuggets de Denver         | 1 959 577 $  |
| 2011-2012*  | Nuggets de Denver         | 7 562 500 $  |
| 2012-2013   | Magic d'Orlando           | 7 750 000 $  |
| 2013-2014   | Magic d'Orlando           | 7 312 500 $  |
| 2014-2015   | Trail Blazers de Portland | 7 750 000 $  |
| 2015-2016   | Knicks de New York        | 8 000 000 $  |
| 2016-2017   | Kings de Sacramento       | 12 500 000 $ |
| 2017-2018   | Kings de Sacramento       | 1 500 000 $  |
| 2017-2018   | Magic d'Orlando           | 1 471 382 $  |
| Total Gains |                           | 58 852 159 $ |

Note : * En 2011, le salaire moyen d'un joueur évoluant en NBA est de 5 150 000 $.